# Spiros Stathoulopoulos
Spiros Stathoulopoulos (Salónica, 5 de diciembre de 1978) es un director de cine griego-colombiano mejor conocido por el thriller de filmación continua PVC-1 (2007) y Meteora (2012).

## Trayectoria
PVC-1 debutó en el 60º Festival de Cine de Cannes   en la quincena de Realizadores y ganó numerosos premios internacionales, incluido el Premio FIPRESCI en el Festival Internacional de Cine de Tesalónica. 
Meteora, su segunda película, fue nominada al Oso de Oro en el 62º Festival Internacional de Cine de Berlín.
Su segmento Killing Klaus Kinski (2016), de la película ómnibus colombiana Amazonas, compitió en el Festival Internacional de Cortometrajes de Clermont-Ferrand de 2017, así como en otros festivales internacionales en 2018 y 2019.